# Juan José Elguézabal
Juan José Elguezábal (1781-1840) fue un militar español y mexicano; y adjunto inspector de Presidios. También se desempeñó como Interino Gobernador de Coahuila y Tejas entre 1834 y 1835. Además, sirvió en la Revolución de Texas como comandante de la Primera Compañía de Tamaulipas; luchando contra los separatistas de Texas.

## Biografía
Elguezábal nació en 1781, en San Antonio, Texas, hijo de María Gertrudis Jiménez y de Juan Bautista Elguézabal; antiguo gobernador de Texas entre 1800 y 1805. Elguezábal se alistó en el ejército español en su juventud y vivió en Coahuila (en el actual México) durante la mayor parte de su carrera. Así, sirvió como capitán del ejército de la región y como Comandante del Presidio de la zona de Río Grande. Además, Elguézabal también se desempeñó como Inspector adjunto en los Presidios de Coahuila y Texas, al igual que había hecho su padre. Con el tiempo, Elguezábal ascendió a Coronel.
El 30 de agosto de 1834, Elguezábal fue nombrado Gobernador interino de Coahuila y Texas por el Ayuntamiento de Monclova, Coahuila. Permaneció en ese cargo hasta que, según el historiador Robert Bruce Blake (1877-1955), Agustín Viesca fue designado como nuevo Gobernador oficial del estado, dejando el cargo el 12 de mayo de 1835.
Elguezábal participó en la Revolución de Texas, sirviendo como comandante de la Primera Compañía de Tamaulipas. El 10 de diciembre de 1835, Elguézabal y el general Martín Perfecto de Cos fueron capturados cuando finalizaba el evento llamado Sitio de Béjar. Finalmente liberado, regresó a Matamoros; donde vivió hasta su muerte en 1840.